# آماره ترتیبی

تابع چگالی احتمال از آماره ترتیبی برای یک نمونه به اندازه n=۵، از یک توزیع نمایی با پارامتر مقیاس واحد.

در آمار، آماره ترتیبی kام یک نمونه آماری برابر کوچک‌ترین مقدار kام آن است. آماره ترتیبی به همراه آمار رتبه‌ای یکی از ابزارهای اساسی در آمار ناپارامتری و استنتاج ناپارامتری هستند.
شرایط ویژه مهم آمار ترتیبی، مقادیر بیشینه و کمینه یک نمونه و (در برخی از شرایطی) میانه و سایر مقادیر نمونه می‌باشد.
در هنگام استفاده از نظریه احتمال برای آنالیز آماره ترتیبی یک نمونه تصادفی از توزیع مستمر، از تابع توزیع تجمعی برای کاهش آنالیز در شرایط آماره ترتیبی توزیع یکسان استفاده می‌شود.

## مفهوم و نمونه
برای مثال، فرض کنید از یک نمونه با اندازه ۴، چهار عدد مشاهده یا ثبت شده‌اند که مقادیر آن‌ها به شرح زیر می‌باشد
۶، ۹، ۳، ۸،
می‌توان آن‌ها را به این شکل نشان داد
{\displaystyle x_{1}=6,\ \ x_{2}=9,\ \ x_{3}=3,\ \ x_{4}=8,\,}
که در آن اندیس i در {\displaystyle x_{i}}، ترتیبی را نشان می‌دهد که داده‌ها به ترتیب مشاهده‌شدن، ثبت گشته اند، و اغلب فرض بر این است که این مقدار خیلی بزرگ نیست. یکی از شرایطی که در آن این مقدار بزرگ می‌شود، زمانی است که مشاهدات بخشی از یک سری زمانی باشند.
ترتیب آماری را به این شکل می‌توان نشان داد
{\displaystyle x_{(1)}=3,\ \ x_{(2)}=6,\ \ x_{(3)}=8,\ \ x_{(4)}=9,\,}
که در آن اندیس (i) در داخل پرانتز، ترتیب آماری iام نمونه را نشان می‌دهد.
اولین ترتیب آماری (یا کوچک‌ترین ترتیب آماری) همواره کمینه مقدار نمونه است که به این شکل نمایش می‌دهیم:
{\displaystyle X_{(1)}=\min\{\,X_{1},\ldots ,X_{n}\,\}}
که طبق یک قرار دارد مرسوم، از حروف بزرگ برای نشان‌دادن متغیرهای تصادفی و از حروف کوچک (مانند بالا) برای نمایش مقادیر مشاهده‌شده دقیق استفاده می‌شود.
مشابها، برای نمونه‌ای با اندازه n، nامین ترتیب آماری (یا بزرگ‌ترین ترتیب آماری) بیشنه مقدار نمونه است که به این شکل نمایش می‌دهیم:
{\displaystyle X_{(n)}=\max\{\,X_{1},\ldots ,X_{n}\,\}.}
دامنه نمونه عبارتست از اختلاف بین بیشنه و کمینه. به‌طور واضح، این تابعی از آماره ترتیبی است:
{\displaystyle {\rm {Range}}\{\,X_{1},\ldots ,X_{n}\,\}=X_{(n)}-X_{(1)}.}
یک رقم مشابه مهم در آنالیز اکتشافی داده که به سادگی به آماره ترتیبی ربط پیدا می‌کند، دامنه بین چارکی نمونه است.
ممکن است میانه نمونه جزو آماره ترتیبی نباشد، زیرا تنها زمانی میانه عددی واحد است که تعداد نمونه (n) فرد باشد. به‌طور دقیق‌تر، اگر n = 2m+1 باشد، میانه نمونه {\displaystyle X_{(m+1)}} می‌باشد، و لذا این یک جزو آماره ترتیبی است. از طرف دیگر، زمانی که n یک عدد زوج باشد، n = 2m، در نتیجه دو عدد میانه خواهیم داشت، یعنی {\displaystyle X_{(m)}} و {\displaystyle X_{(m+1)}}، و در نتیجه میانه نمونه تابعی از این دو (اغلب میانگین آن‌ها) خواهد بود، در نتیجه این عدد در آماره ترتیبی جای ندارد. چنین فرایندی در تمام مقادیر نمونه کاربرد دارد.